# 루이스 전자점식

물의 루이스 구조

루이스 구조식(영어: Lewis structure, Lewis dot structures) 또는 루이스 전자점식이란 화합물의 결합 구조를 보여주는 도식이다.
원자의 루이스 구조는 원자의 원자가(최외각) 전자를 나타내 주는 표현 방식이다. 미국의 화학자 길버트 뉴턴 루이스(1875~1946)은 원소에 대한 기호와 전자에 대한 점을 이용하자고 제안하였다. 기호 둘레에 위치한 점의 개수는 원자의 최외각 에너지 준위 안의 S궤도 함수와 P궤도 함수 전자들의 개수와 같다. 쌍을 이룬 점들은 쌍을 이룬 전자들을 나타내고 홑 점은 홑 전자를 나타낸다. 또, 두 원소 사이의 선은 공유결합을 뜻하며 이 선이 2개이면 이중 결합, 선이 3개면 삼중 결합을 뜻한다.
예를 들어 H∙는 수소 원자 1s1의 루이스 구조식이고 :B∙는 1s22s22p1의 원자가 전자들을 가진 붕소 원자의 루이스 구조식이다. 붕소의 경우 기호 B는 붕소 핵과 1s2 전자들을 나타낸다. 즉 점들이 오직 2s2 2p1전자들만 나타낸다는 것이다. 루이스 구조식은 표현의 간결성 때문만 아니라 원자에 관한 대부분의 화학이 최외각 전자 준위에 있는 전자와 직접 관계되고 있기 때문에 자주 사용된다.

## 같이 보기
- 분자 구조
- 원자가껍질 전자쌍 반발 이론
- 공유 결합